# Раменьє (Дмитровський міський округ)
Раме́ньє (рос. Раменье) — присілок у складі Дмитровського міського округу Московської області, Росія.

## Населення
Населення — 168 осіб (2010; 154 у 2002).
Національний склад (станом на 2002 рік):
- росіяни — 94 %